# أندرو شيني
أندرو شيني (بالإنجليزية: Andrew Shinnie) هو لاعب كرة قدم بريطاني في مركز الوسط، ولد في 17 يوليو 1989 في أبردين في المملكة المتحدة. شارك مع منتخب اسكتلندا تحت 19 سنة لكرة القدم ومنتخب اسكتلندا تحت 21 سنة لكرة القدم ومنتخب اسكتلندا لكرة القدم. أما مع النوادي، فقد لعب مع برمنغهام سيتي وتشارلتون أثلتيك ونادي إنفرنيس ونادي دندي ونادي روذرهام يونايتد ونادي رينجرز ونادي لوتون تاون ونادي ليفينغستون.

## وصلات خارجية
- أندرو شيني على موقع الاتحاد الإسكتلندي (الإنجليزية)
- أندرو شيني على موقع قاعدة بيانات كرة القدم.إي يو (الإنجليزية)
- أندرو شيني على موقع ناشيونال فوتبول تيمز (الإنجليزية)
- أندرو شيني على موقع Soccerbase.com (لاعب) (الإنجليزية)
- أندرو شيني على موقع Soccerway.com (الإنجليزية)
- أندرو شيني على موقع عالم كرة القدم.نت (الإنجليزية)